# Перисбург (Вирџинија)
Перисбург (енгл. Pearisburg) град је у америчкој савезној држави Вирџинија. По попису становништва из 2010. у њему је живело 2.786 становника.

## Демографија
Према попису становништва из 2010. у граду је живело 2.786 становника, што је 57 (2,1%) становника више него 2000. године.
| Група             | 2000.         | 2010.         |
| Белци             | 2.612 (95,7%) | 2.664 (95,6%) |
| Афроамериканци    | 55 (2,0%)     | 64 (2,3%)     |
| Азијати           | 14 (0,5%)     | 12 (0,4%)     |
| Хиспаноамериканци | 19 (0,7%)     | 28 (1,0%)     |
| Укупно            | 2.729         | 2.786         |